# Peder Lykke (Bille)
Peder Lykke, född 1359, död omkring 1 maj 1436, var ärkebiskop i Lunds stift från 1418 till sin död.
Peder Lykke var son till Jon Nielsen Bille och Christine Pedersdatter Lykke, vars släktnamn han antog. Vid 15 års ålder var han kanik i Roskilde. Senare studerade han till magister vid universitetet i Paris. 1380 hade han kommit hem och fem år senare var han ärkedjäkne i Roskilde. Han ledde förhandlingarna om äktenskap mellan den unge Erik av Pommern och prinsessan Filippa av England. Denna svåra uppgift utförde han skickligt. Ett rykte att han blivit mutad av den engelske kungen besvarade han med ett öppet brev. En helgonbild i silver som han fått av kung Henrik överlämnades senare till  Lunds domkyrka. 1409 blev han biskop i Ribe och 1414 deltog han vid det berömda konciliet i Konstanz. På mötet spelade han en viktig roll. Han tillhörde den riktning som ville begränsa påvens makt, och ingick i kejsar Sigismunds delegation som försökte förmå påven att dra sig tillbaka. Väl hemma i Danmark förhandlade han med lübeckarna som klagat på kung Eriks övergrepp.
1418 valdes Peder Lykke till ärkebiskop i Lund. Han är speciellt uppmärksammad för insatsen vid provinsialkonciliet 1425. Då antogs den kyrkolag som gällde fram till reformationen. I 18 år styrde han ärkestiftet. Han fick rykte om sig att vara praktiskt duglig och konstruktiv. Han lät bl.a. uppföra ett kapell på domkyrkans södra sida, senare kallat fru Görvels kapell. Politiskt stod han nära drottning Margareta, var för att bevara Kalmarunionen, freden och att inordna Sønderjylland under den danska kronan. Han dog 1436 och begravdes i sitt kapell i domkyrkan.